# Symphyllia hassi
Symphyllia hassi är en korallart som beskrevs av Pillai och Friedrich Frederick Scheer 1976. Symphyllia hassi ingår i släktet Symphyllia och familjen Mussidae. IUCN kategoriserar arten globalt som sårbar. Inga underarter finns listade i Catalogue of Life.